# 松江玉造料金所
松江玉造本線料金所（まつえたまつくりほんせんりょうきんじょ）は島根県松江市玉湯町布志名にある、山陰自動車道の本線料金所である。料金所の約1km東側には松江玉造ICがある。
料金所北側には西日本高速道路中国支社松江高速道路事務所、島根県警察高速道路交通警察隊本部・松江分駐隊が併設されている。松江高速道路事務所の外にはトイレ（男女兼用）を設置している。ただし、利用の際はICの約1km東側にある松江玉造ICから一般道を経由する必要がある。

## 道路
- E9 山陰自動車道

## 料金所
2020年度には、出口の一般レーンでは新型料金精算機が試行導入された。

### 米子・鳥取方面
- ブース数：3
  - ETC専用：2
  - 一般：1　(精算機)

### 出雲・三次方面
- ブース数：2
  - ETC専用：1
  - ETC/一般：1

## 隣
E9 山陰自動車道
(27) 松江玉造IC - 松江玉造TB - 宍道湖SA - (28) 宍道IC